# Портрет скульптора Игоря Крестовского
«Портрет скульптора И. В. Крестовского» — работа известного советского живописца, заслуженного деятеля искусств Российской Федерации Петра Дмитриевича Бучкина (1886—1965), изображающая заслуженного деятеля искусств Российской Федерации (1955) скульптора Игоря Всеволодовича Крестовского (1893—1976) в мастерской за работой над скульптурным портретом П. Д. Бучкина.

## История
Игорь Всеволодович Крестовский — достойный представитель большой семьи, известной своими заслугами перед российской культурой. Родился 5 июня 1893 года в Варшаве. Его отец Всеволод Владимирович Крестовский (1840—1895) был русским поэтом, прозаиком и литературным критиком, автором романа «Петербургские трущобы», впервые опубликованном в журнале «Отечественные записки» (1864—1866).
В 1916 Игорь Крестовский поступил в Высшее художественное училище при Императорской Академии художеств, два года учился у Гуго Робертовича Залемана, на третий год перешел в мастерскую Всеволода Всеволодовича Лишева, окончил в 1924 году. Автор памятника учёному-почвоведу В. В. Докучаеву (установлен в городе Пушкине Ленинградской области в 1962 году), бюста хирургу Н. И. Пирогову (установлен в Ленинграде в 1932 году), портрета писателя П. Л. Далецкого (1960) и многих других работ. В 1937—1940 и 1948—1976 годах преподавал в Ленинградском институте живописи, скульптуры и архитектуры имени И. Е. Репина. Работал также как реставратор, возглавлял работы по защите памятников скульптуры Ленинграда после начала Великой Отечественной войны. После войны участвовал в восстановлении дворцово-паркового ансамбля Петродворца. Автор портретов, произведений монументально-декоративной скульптуры. Отец известного ленинградского живописца Ярослава Игоревича Крестовского (1925—2004). Скончался в Ленинграде 20 июня 1976 года.
Работа представляет собой довольно редкий тип портрета, на котором портретируемый запечатлён за работой над портретом самого художника. Интересно, что изображенный на портрете бюст П. Д. Бучкина был впоследствии установлен на его могиле на Богословском кладбище в Ленинграде.
«Портрет скульптора И. В. Крестовского» впервые был показан на Выставке произведений ленинградских художников 1960 года в Государственном Русском музее. До начала 1990-х работа хранилась у сына И. В. Крестовского Ярослава Игоревича. В 1994 году после долгого перерыва она демонстрировалась в залах Санкт-Петербургского Союза художников на выставке Ленинградские художники. Живопись 1950—1980 годов. В 1995 году портрет экспонировался в Петербурге в Мемориальном музее Н. А. Некрасова на выставке Лирика в произведениях художников военного поколения. В 2006 году «Портрет скульптора И. В. Крестовского» был воспроизведен в третьем издании книги воспоминаний П. Д. Бучкина «О том, что в памяти. Записки художника». Там же приводится фотография надгробного памятника П. Д. Бучкину работы И. В. Крестовского.